# Pelliales
Pelliales é uma ordem de hepáticas.

## Sistemática
Uma classificação com base em dados de genética molecular divide a ordem nas seguintes famílias (com a sinonímia taxonómica de acordo com a obra Collection of genus-group names in a systematic arrangement):
- Noterocladaceae Frey & Stech 2005
  - Noteroclada Taylor ex Hooker & Wilson 1844
- Pelliaceae von Klinggräff 1858
  - Pellia Raddi 1818 nom. cons.